# Barncancerfonden
Barncancerfonden är en ideell organisation, som arbetar med finansiering av barncancerforskning i Sverige. Barncancerfonden drivs uteslutande med hjälp av gåvor från privatpersoner och företag. 

## Historik
I februari 1979 samlades ett hundratal personer för att uppmärksamma politikerna att det behövdes en barnonkologisk avdelning vid Karolinska Institutet i Stockholm. I samband med detta bildades "Föreningen för barn med blod-och tumörsjukdomar" i Stockholm. Efter att flera lokalföreningar startats runtom i Sverige, bildades Barncancerfonden den 1 januari 1982.

## Verksamhet
Barncancerfonden samlar in pengar med syfte att bekämpa cancersjukdomar hos barn, samt arbetar för en bättre vård- och livssituation för cancerdrabbade barn och deras familjer. 
Barncancerfonden finansierar forskning som har relevans för barncancer, samt ger stöd till utbildning och fortbildning för olika personalgrupper inom barncancerområdet. Barncancerfonden bedriver också informationsverksamhet om barncancer och dess följder i syfte att öka förståelsen för barnets livssituation. Dessutom bidrar Barncancerfonden till att utveckla och förbättra stödet till familjer med cancerdrabbade barn, med syfte att underlätta familjernas vardag under och efter behandlingen. 
Barncancerfonden är riksförbund för sex lokala föreningar.

## Lokala föreningar
Det finns sex lokala föreningar i Sverige, en kopplad till varje barnonkologiskt center. De lokala föreningarna är: Barncancerfonden Norra, Barncancerfonden Östra, Barncancerfonden Mellansverige, Barncancerfonden Södra, Barncancerfonden Västra samt Barncancerfonden Stockholm Gotland. 
Föreningarna har som uppgift att stötta de cancerdrabbade familjerna under och efter sjukdomstiden eller efter barnets eventuella död. 
Dessa föreningar har egna 90-konton och är egna juridiska personer. Föreningarna verkar för att så många av de drabbade barnen, deras syskon och föräldrar och övriga anhöriga ska få det stöd de behöver och finna samvaro med andra i samma situation. Föreningarna samlar in medel för att kunna ordna aktiviteter som stödjer ändamålet.
Varje förening har en anställd föreningsinformatör, som Barncancerfonden bekostar.

### Exempel på aktiviteter
- Föräldraträffar
- Läger för ungdomar
- Familjeutflykter
- Inköp av TV, DVD, spel med mera till vårdavdelningar
- Stödpersoner för familjer och syskon
- Clownverksamhet

### Exempel på event
- Ride of Hope

Ride of Hope - "Sveriges viktigaste cykellopp" - passerar samtliga av Sveriges sex barnonkologiska centra under sin färd. Loppet startar på två platser, Lund och Umeå, och avslutas i Stockholm.
- Spin of Hope

Spin of Hope är ett insamlingsevent till Barncancerfonden och har under de fyra första åren samlat in över 4 miljoner kronor och haft fler än 23 000 deltagare. 
- Walk of Hope

Walk of Hope är ett insamlingsevent som arrangeras i september varje år. Fler än 8 000 personer deltog på 70 platser 2016 och tillsammans samlade man in mer än en miljon kronor till Barncancerfondens ändamål.